# Cúp bóng đá châu Phi 1984
Cúp bóng đá châu Phi 1984 là Cúp bóng đá châu Phi lần thứ 14, được tổ chức tại Bờ Biển Ngà. Đây là lần đầu tiên Bờ Biển Ngà đăng cai Cúp bóng đá châu Phi. Số đội tham dự giải là 36, nhiều hơn giải trước đó 1 đội. Thể thức thi đấu không đổi. Vòng chung kết gồm 8 đội chia làm 2 bảng, mỗi bảng 4 đội. Hai đội tuyển đứng đầu mỗi bảng vào đá bán kết, đội thắng ở bán kết vào đá chung kết, đội thua dự trận trận tranh giải ba. Cameroon lần đầu tiên giành chức vô địch sau khi thắng Nigeria 3-1 ở chung kết. Còn Nigeria trở thành đội đương kim vô địch thứ bảy bị loại ngay từ vòng bảng (sau CHDC Congo là vào các năm 1970, 1976 cùng với Sudan 1972, Maroc 1978, Ghana 1980 và Nigeria 1982). Ngoài ra, Bờ Biển Ngà trở thành đội chủ nhà thứ hai bị loại ngay từ vòng bảng (sau Ethiopia 1976).

## Vòng loại
Vòng loại của giải gồm 34 đội tham gia, chọn lấy 6 đội cùng với đương kim vô địch Ghana và chủ nhà Côte d'Ivoire tham dự vòng chung kết. Vòng loại thi đấu theo thể thức loại trực tiếp sân nhà và sân khách, có áp dụng luật bàn thắng sân khách. Ở vòng sơ loại có 20 đội chọn lấy 10 đội thắng vào vòng loại thứ nhất. Ở vòng loại thứ nhất có 24 đội chia làm 12 cặp đấu để chọn 12 đội thắng vào vòng loại thứ hai. Vòng loại thứ hai 12 đội chia làm 6 cặp đấu, 6 đội thắng dự vòng chung kết.

### Các đội không vượt qua vòng loại

#### Vòng sơ loại
| - Gabon - Gambia - Lesotho - Liberia - Niger |  | - Sierra Leone - Somalia - Eswatini - Tanzania - Zimbabwe |  |  |

#### Vòng loại thứ nhất
| - Angola - Bénin - Cộng hòa Congo - Guinée - Libya - Mali |  | - Mauritius - Mozambique - Rwanda - Uganda - Zaire - Zambia |  |  |

#### Vòng loại thứ hai
| - Ethiopia - Madagascar - Maroc |  | - Sénégal - Sudan - Tunisia |  |  |

- in nghiêng: Đội bóng bỏ cuộc

### Các đội tham dự
- Algérie (lần thứ 4)
- Cameroon (lần thứ 4)
- Ai Cập (lần thứ 9)
- Ghana (đương kim vô địch, lần thứ 8)
- Bờ Biển Ngà (chủ nhà, lần thứ 6)
- Malawi (lần thứ 1)
- Nigeria (lần thứ 6)
- Togo (lần thứ 2)

## Địa điểm
| Abidjan                             | AbidjanBouaké Địa điểm diễn ra Cúp bóng đá châu Phi | Bouaké              |
| Sân vận động Félix Houphouët-Boigny | AbidjanBouaké Địa điểm diễn ra Cúp bóng đá châu Phi | Sân vận động Bouaké |
| Sức chứa: 40.000                    | AbidjanBouaké Địa điểm diễn ra Cúp bóng đá châu Phi | Sức chứa: 35.000    |
|                                     | AbidjanBouaké Địa điểm diễn ra Cúp bóng đá châu Phi |                     |

## Vòng chung kết
Vòng chung kết của giải diễn ra trong 2 tuần từ 4 đến 18 tháng 3 năm 1984. Các trận đấu ở bảng A được tổ chức tại thủ đô Abidjan, ở bảng B được tổ chức tại Bouaké.

### Bảng A
| Đội tuyển   | Số trận | Thắng | Hòa | Thua | Bàn thắng | Bàn thua | Hiệu số | Điểm |
| ----------- | ------- | ----- | --- | ---- | --------- | -------- | ------- | ---- |
| Ai Cập      | 3       | 2     | 1   | 0    | 3         | 1        | +2      | 5    |
| Cameroon    | 3       | 2     | 0   | 1    | 6         | 2        | +4      | 4    |
| Bờ Biển Ngà | 3       | 1     | 0   | 2    | 4         | 4        | 0       | 2    |
| Togo        | 3       | 0     | 1   | 2    | 1         | 7        | −6      | 1    |

| Bờ Biển Ngà                       | 3–0      | Togo |
| --------------------------------- | -------- | ---- |
| Koffi 27' · Fofana 62' · Goba 75' | Chi tiết |      |

| Ai Cập       | 1–0      | Cameroon |
| ------------ | -------- | -------- |
| Abouzeid 78' | Chi tiết |          |

| Cameroon                                 | 4–1      | Togo          |
| ---------------------------------------- | -------- | ------------- |
| Djonkep 7' · Abega 21', 61' · Aoudou 45' | Chi tiết | Moutairou 56' |

| Bờ Biển Ngà | 1–2      | Ai Cập            |
| ----------- | -------- | ----------------- |
| Miézan 53'  | Chi tiết | Abouzeid 66', 72' |

| Ai Cập | 0–0      | Togo |
| ------ | -------- | ---- |
|        | Chi tiết |      |

| Bờ Biển Ngà | 0–2      | Cameroon                |
| ----------- | -------- | ----------------------- |
|             | Chi tiết | Milla 42' · Djonkep 61' |

### Bảng B
| Đội tuyển | Số trận | Thắng | Hòa | Thua | Bàn thắng | Bàn thua | Hiệu số | Điểm |
| --------- | ------- | ----- | --- | ---- | --------- | -------- | ------- | ---- |
| Algérie   | 3       | 2     | 1   | 0    | 5         | 0        | +5      | 5    |
| Nigeria   | 3       | 1     | 2   | 0    | 4         | 3        | +1      | 4    |
| Ghana     | 3       | 1     | 0   | 2    | 2         | 4        | −2      | 2    |
| Malawi    | 3       | 0     | 1   | 2    | 2         | 6        | −4      | 1    |

| Ghana          | 1–2      | Nigeria                  |
| -------------- | -------- | ------------------------ |
| Opoku N'ti 19' | Chi tiết | Nwosu 13' · Ehilegbu 31' |

| Algérie                                  | 3–0      | Malawi |
| ---------------------------------------- | -------- | ------ |
| Bouiche 29' · Belloumi 36' · Fergani 38' | Chi tiết |        |

| Malawi                      | 2–2      | Nigeria         |
| --------------------------- | -------- | --------------- |
| Waya 7' (ph.đ.) · Msiya 35' | Chi tiết | Temile 39', 41' |

| Algérie                   | 2–0      | Ghana |
| ------------------------- | -------- | ----- |
| Menad 75' · Bensaoula 85' | Chi tiết |       |

| Algérie | 0–0      | Nigeria |
| ------- | -------- | ------- |
|         | Chi tiết |         |

| Ghana       | 1–0      | Malawi |
| ----------- | -------- | ------ |
| Amphadu 32' | Chi tiết |        |

### Vòng đấu loại trực tiếp
|  | Bán kết              | Bán kết  |                      |       | Chung kết | Chung kết |
|  |                      |          |                      |       |           |           |
|  | 14 tháng 3 – Abidjan |          |                      |       |           |           |
|  |                      |          |                      |       |           |           |
|  | Ai Cập               | 2 (7)    |                      |       |           |           |
|  | Ai Cập               | 2 (7)    | 18 tháng 3 – Abidjan |       |           |           |
|  | Nigeria (pen.)       | 2 (8)    |                      |       |           |           |
|  | Nigeria (pen.)       | 2 (8)    | Nigeria              | 1     |           |           |
|  | 14 tháng 3 – Abidjan |          | Nigeria              | 1     |           |           |
|  |                      | Cameroon | 3                    |       |           |           |
|  | Algérie              | Cameroon | 3                    | 0 (4) |           |           |
|  | Algérie              |          |                      | 0 (4) |           |           |
|  | Cameroon (pen.)      | 0 (5)    |                      |       |           |           |
|  | Cameroon (pen.)      | 0 (5)    | Tranh hạng ba        |       |           |           |
|  |                      |          |                      |       |           |           |
|  | 17 tháng 3 – Abidjan |          |                      |       |           |           |
|  |                      |          |                      |       |           |           |
|  | Ai Cập               | 1        |                      |       |           |           |
|  | Ai Cập               | 1        |                      |       |           |           |
|  | Algérie              | 3        |                      |       |           |           |

#### Bán kết
| Ai Cập                      | 2–2      | Nigeria                      |
| --------------------------- | -------- | ---------------------------- |
| Suleiman 25' · Abouzeid 38' | Chi tiết | Keshi 43' (ph.đ.) · Bala 75' |
| Loạt sút luân lưu           |          |                              |
|                             | 7–8      |                              |

| Algérie           | 0–0      | Cameroon |
| ----------------- | -------- | -------- |
|                   | Chi tiết |          |
| Loạt sút luân lưu |          |          |
| Guendouz          | 4–5      |          |

#### Tranh giải ba
| Algérie                              | 3–1      | Ai Cập                 |
| ------------------------------------ | -------- | ---------------------- |
| Madjer 67' · Belloumi 70' · yahi 88' | Chi tiết | Abdelghani 74' (ph.đ.) |

#### Chung kết
{
| Cameroon                              | 3–1      | Nigeria   |
| ------------------------------------- | -------- | --------- |
| N'Djeya 32' · Abega 79' · Ebongué 84' | Chi tiết | Lawal 10' |

| Vô địch Cúp bóng đá châu Phi 1984 Cameroon Lần thứ nhất |

## Vua phá lưới
4 bàn
| - Taher Abouzeid |

3 bàn
| - Théophile Abéga |

2 bàn
| - Lakhdar Belloumi | - Bonaventure Djonkep | - Clement Temile |

1 bàn
| - Tedj Bensaoula - Nasser Bouiche - Ali Fergani - Rabah Madjer - Djamel Menad - Hocine Yahi - Ibrahim Aoudou - Ernest Ebongué - René Ndjeya | - Youssouf Fofana - Michel Goba - Tia Koffi - Pascal Miezan - Magdi Abdelghani - Imad Suleiman - Seth Amphadu - Samuel Opoku N'ti | - Clifton Msiya - Harry Waya - Ali Bala - Shipozor Ehilegbu - Stephen Keshi - Muda Lawal - Henry Nwosu - Moutairou Rafiou |

## Đội hình toàn sao
| Thủ môn             | Hậu vệ                                                 | Tiền vệ                                                        | Tiền đạo                   |
| ------------------- | ------------------------------------------------------ | -------------------------------------------------------------- | -------------------------- |
| Joseph-Antoine Bell | Isaac Sinkot Ali Shehata Ibrahim Youssef Stephen Keshi | Lakhdar Belloumi Théophile Abega Taher Abouzaid Clement Temile | Djamel Menad Clifton Msiya |